# Кроль, Николай Иванович
Никола́й Ива́нович Кроль (6 [18] марта 1823 — 28 марта [9 апреля] 1871, Санкт-Петербург) — русский поэт, прозаик, драматург и публицист.

## Биография
Из дворян; сын генерал-майора Иоганна Кроля. После окончания Новгородского кадетского корпуса учился в Дворянском полку (1840—1842). На военной службе оставался недолго. Служил по ведомству путей сообщения. В середине 1850-х годов вышел в отставку.
В 1857—1858 вместе с Яковом Полонским предпринял путешествие по Европе (Франция, Италия). Привлёк графа Г. А. Кушелева-Безбородко, женатого на его сестре Любови, к издательской деятельности, результатом которой стал журнал «Русское слово».
Кроль примыкал к богемному кружку молодой редакции «Москвитянина» (А. А. Григорьев, В. В. Крестовский, Л. А. Мей, В. В. Толбин). Мемуаристы отмечают вредное влияние, оказываемое Кролем на его коллег и вместе с тем собутыльников. Пьянство подточило его здоровье.

## Литературная деятельность
Совмещая службу с литературными занятиями, написал роман в стихах «Похождения нового Дон-Жуана» (1847), пьесы в стихах «Комедия из современной жизни» (1849), «Брак при Петре Великом» (1854). Постановки пьес имели успех.
Автор повести «Деревянный домик» (1857), рассказов («Определение на службу»; 1862), очерков, выдержанных в духе «натуральной школы».
Издал сборник стихотворений «Эскизы» (Санкт-Петербург, 1857), написанных под влиянием эстетической школы и имевших назначением служение «чистому искусству».
Итальянские впечатления вызвали ряд стихотворений, напечатанных в «Русском слове». Во время долгого пребывания в Париже Кроль сблизился с демократическими кружками. После возвращении он стал печатать остроумные юмористические стихотворения, с яркой общественно-политической подкладкой, в «Искре», «Русском слове», «Деле», «Гудке», «Будильнике», «Невском сборнике». Стихотворения публиковал также в «Отечественных записках», «Иллюстрация» и других изданиях.